# Risto Kiiskinen
Risto Taneli Kiiskinen (* 20. Juli 1956 in Lieksa) ist ein ehemaliger finnischer Skilangläufer.
Kiiskinen gewann bei den Junioreneuropameisterschaften 1975 in Lieto die Bronzemedaille mit der Staffel. Im März 1975 siegte er beim Czech-Marusarzówna-Memorial in Zakopane zusammen mit Markku Koskela und Johnny Hamström in der Staffel. Im folgenden Jahr lief er bei seiner einzigen Olympiateilnahme in Innsbruck auf den 32. Platz über 15 km und wurde finnischer Meister über 15 km. Im Dezember 1976 errang er in Davos zusammen  mit Pertti Teurajärvi und Juha Mieto den zweiten Platz in der Staffel. Bei den Nordischen Skiweltmeisterschaften 1978 in Lahti belegte er den 16. Platz über 30 km.